# Parigi-Bourges 2018
La Parigi-Bourges 2018, sessantottesima edizione della corsa e valevole come evento dell'UCI Europe Tour 2018 categoria 1.1, si svolse il 4 ottobre 2018 su un percorso di 190,3 km, con partenza da Gien e arrivo a Bourges, in Francia. La vittoria fu appannaggio del francese Valentin Madouas, il quale completò il percorso in 4h20'27", alla media di 43,84 km/h, precedendo i connazionali Bryan Coquard e Christophe Laporte.
Sul traguardo di Bourges 109 ciclisti, su 126 partiti da Gien, portarono a termine la competizione.

## Squadre e corridori partecipanti
| N.    | Cod. | Squadra                      |
| ----- | ---- | ---------------------------- |
| 1-7   | ALM  | AG2R La Mondiale             |
| 11-17 | GFC  | Groupama-FDJ                 |
| 21-27 | TDE  | Direct Énergie               |
| 31-37 | COF  | Cofidis, Solutions Crédits   |
| 41-47 | DMP  | Delko Marseille Provence KTM |
| 51-57 | FST  | Team Fortuneo-Samsic         |
| 61-67 | VCC  | Vital Concept Cycling Club   |
| 71-77 | SVB  | Sport Vlaanderen-Baloise     |
| 81-87 | WGG  | Wanty-Groupe Gobert          |

| N.      | Cod. | Squadra                       |
| ------- | ---- | ----------------------------- |
| 91-97   | WVA  | WB Aqua Protect Veranclassic  |
| 101-107 | EUS  | Euskadi Basque Country-Murias |
| 111-117 | ICA  | Israel Cycling Academy        |
| 121-127 | AUB  | St Michel-Auber 93            |
| 131-137 | RLM  | Roubaix Lille Métropole       |
| 141-147 | CCD  | Team Differdange Losch        |
| 151-156 | VOL  | Team Vorarlberg Santic        |
| 161-167 | CIB  | Cibel-Cebon                   |
| 171-176 | DSU  | Development Team Sunweb       |

## Ordine d'arrivo (Top 10)
| Pos. | Corridore          | Squadra       | Tempo    |
| ---- | ------------------ | ------------- | -------- |
| 1    | Valentin Madouas   | Groupama      | 4h20'27" |
| 2    | Bryan Coquard      | Vital Concept | s.t.     |
| 3    | Christophe Laporte | Cofidis       | s.t.     |
| 4    | Bram Welten        | Fortuneo      | s.t.     |
| 5    | Milan Menten       | Sport Vl.     | s.t.     |
| 6    | Jon Aberasturi     | Euskadi       | s.t.     |
| 7    | Andrea Pasqualon   | Wanty         | s.t.     |
| 8    | Mickaël Delage     | Groupama      | s.t.     |
| 9    | Nils Eekhoff       | Dev. Sunweb   | s.t.     |
| 10   | Damien Touzé       | Auber 93      | s.t.     |